# 波焦圣维奇诺
波焦圣维奇诺（義大利語：Poggio San Vicino），是意大利马切拉塔省的一个市镇。总面积12平方公里，人口314人，人口密度26.2人/平方公里（2009年）。ISTAT代码为043040。